# Гепаторенальный синдром
Гепаторена́льный синдро́м — патологическое состояние, иногда возникающее при тяжёлых поражениях печени и проявляющееся вторичным нарушением функции почек вплоть до тяжёлой почечной недостаточности. При этом признаки органического поражения почек на биопсии обычно не обнаруживаются. Могут обнаруживаться повреждения эпителия канальцев почек, отложение фибрина в клубочках и капиллярах почек, тромбозы мелких сосудов почек.

## Классификация гепаторенального синдрома
Выделяют 2 типа гепаторенального синдрома.
- Гепаторенальный синдром I типа.
  - Возникает у пациентов с острой печеночной недостаточностью или алкогольным циррозом печени. Может диагностироваться у 20—25 % больных спонтанным бактериальным перитонитом; у пациентов с желудочно-кишечными кровотечениями (в 10 % случаев); при удалении большого количества жидкости при лапароцентезе (без введения альбумина) — в 15 % случаев.
  - При гепаторенальном синдроме I типа почечная недостаточность развивается в течение 2 недель.
  - Диагностируется гепаторенальный синдром I типа, если уровень сывороточного креатинина становится выше 2,5 мг/дл (221 мкмоль/л); увеличиваются показатели остаточного азота в сыворотке крови и снижается скорость клубочковой фильтрации на 50 % от исходной, до суточного уровня менее 20 мл/мин. Могут обнаруживаться гипонатриемия и другие электролитные нарушения.
  - Прогноз неблагоприятный: без лечения смерть наступает в течение 10—14 дней.
- Гепаторенальный синдром II типа в большинстве случаев возникает у пациентов с меньшей выраженностью поражения печени, чем при гепаторенальном синдроме I типа. Может быть следствием рефрактерного асцита.
  - Для гепаторенального синдрома II типа характерно более медленное развитие почечной недостаточности.
  - Показатели выживаемости пациентов составляют 3—6 месяцев.

## Этиология
Этиология синдрома неизвестна, однако предполагается, что могут играть роль нарушения кровообращения в почках (в частности, спазм почечных капилляров) и гипоксия почек при заболеваниях печени, а также поражение почек необезвреженными печенью эндогенными токсинами и ксенобиотиками. Может иметь значение также изменение метаболизма арахидоновой кислоты, в частности, нарушение соотношения простагландинов и тромбоксана.

## Клинические проявления
Гепаторенальный синдром проявляется повышением уровня аммиака, мочевины и других азотистых шлаков в крови (азотемия), снижением концентрации натрия в крови и моче (гипонатриемия и гипонатриурия), снижением артериального давления (гипотензия) и уменьшением количества выделяемой мочи (олигурия) вплоть до полного прекращения мочеотделения (анурия).

## Лечение
- аналоги вазопрессина: терлипрессин.